# أميل (اسم)
أَمْيَل هو اسم علم مذكر من أصل عربي، وجاء الاسم على صيغة أفعل، ومعناه هو المائل خلقه والأكثر رغبة.

## شخصيات تحمل الاسم
أميل جانينجز
أميل جيفرسون
أميل روستروب
أميل فاجيه
أميل مردوخ
أميل موشوم